# Mali dodekahemidodekakron
| Mali dodekahemidodekakron                    | Mali dodekahemidodekakron                             |
| -------------------------------------------- | ----------------------------------------------------- |
|                                              |                                                       |
| Vrsta                                        | zvezdni polieder                                      |
| Elementi                                     | F = 30, E = 60, V =18 ({\displaystyle \chi \,} = -12) |
| Grupa simetrije                              | Ih, [5,3], *532                                       |
| Sklici                                       | DU51                                                  |
| mali dodekahemiidodekaeder (dualni polieder) |                                                       |

Mali dodekahemidodekakron je dual malega dodekahemidodekaedra. Je eden izmed devetih dualnih hemipoliedrov. Na pogled ga ne moremo ločiti od malega ikozihemidodekakrona. 

## Vir
- Wenninger, Magnus (1983), Dual Models, Cambridge University Press, ISBN 978-0-521-54325-5, MR730208 (stran 101, dualna telesa devetih hemipoliedrov)